# Associazione Calcio Vigevano 1974-1975
Questa pagina raccoglie le informazioni riguardanti l'Associazione Calcio Vigevano nelle competizioni ufficiali della stagione 1974-1975.

## Rosa
| N. |                   | Ruolo | Calciatore         |
| -- | ----------------- | ----- | ------------------ |
|    | Italia (bandiera) | D     | Raffaele Barolo    |
|    | Italia (bandiera) | A     | Meraldo Bodini     |
|    | Italia (bandiera) | C     | Tiziano Brusa      |
|    | Italia (bandiera) | C     | Angelo Cesana      |
|    | Italia (bandiera) | A     | Giovanni Compagno  |
|    | Italia (bandiera) | C     | Rosilio Dedè       |
|    | Italia (bandiera) | D     | Claudio De Gasperi |
|    | Italia (bandiera) | C     | Angelo Desio       |
|    | Italia (bandiera) | A     | Ennio Fiaschi      |
|    | Italia (bandiera) | D     | Riccardo Fiocchi   |

| N. |                   | Ruolo | Calciatore        |
| -- | ----------------- | ----- | ----------------- |
|    | Italia (bandiera) | P     | Ubaldo Giorgini   |
|    | Italia (bandiera) | D     | Angelo Marini     |
|    | Italia (bandiera) | C     | Giancarlo Marini  |
|    | Italia (bandiera) | D     | Angelo Sala       |
|    | Italia (bandiera) | A     | Gianni Salati     |
|    | Italia (bandiera) | C     | Ernesto Scorletti |
|    | Italia (bandiera) | C     | Paolo Soragni     |
|    | Italia (bandiera) | D     | Gino Tonelli      |
|    | Italia (bandiera) | A     | Luigino Vallongo  |
|    | Italia (bandiera) | P     | Pietro Villa      |